# Neumarkt am Wallersee
Neumarkt am Wallersee é uma cidade da Áustria, situada no distrito de Salzburg-Umgebung, no estado de Salzburgo. Tem 36,31 km² de área e sua população em 2019 foi estimada em 6.339 habitantes.